# Ужать (Кировский район)
Ужать — железнодорожная станция в Кировском районе Калужской области. Входит в состав сельского поселения «Село Воскресенск».

## География
Находится в юго-западной части Калужской области на расстоянии приблизительно 4 километров по прямой к северо-северо-востоку от города Кирова, административного центра района на 125 км железнодорожной линии Вязьма — Брянск (перегон Фаянсовая — Шайковка).

## История
Станция образована при железной дороге Брянск-Вязьма, движение по которой было открыто в 1931 году. Название соответствовало местной речке

## Население
Численность населения: 18 человек (русские 94 %) в 2002 году, 5 в 2010.